# Pancho Aréna
Pancho Aréna je nogometni stadion u Felcsútu, u Mađarskoj. Na njemu svoje domaće utakmice igra Puskás Akadémia FC.

## Povijest
Stadion je otvoren 21. travnja 2014. utakmicom završnice Puskásova kupa, dvije godine nakon početka izgradnje. Nekoliko dana kasnije, točnije 26. travnja, na stadionu je prvi put odigrana utakmica prve mađarske nogometne lige, i to između Puskás Akadémije i Videotona. Pobijedio je gostujući sastav rezultatom 3:1.
S obzirom na to da je u proljeće 2016. srušen stadion Sóstói u Stolnom Biogradu, Videoton igra svoje domaće utakmice na Pancho Aréni dok je izgradnja novog stadiona u tijeku.

## Vanjske poveznice
|  | Zajednički poslužitelj ima još gradiva o temi Pancho Aréna |